# 本桐站
本桐站（日语：／ Honkiri eki */?）位於日本北海道日高郡新日高町三石本桐，是北海道旅客鐵道（JR北海道）日高本線上的站。電報略號是。
名稱來源於阿伊努語的「pon-keni-oma-p」，意思是有芽生長的小河。

## 車站構造
島式月台1面2線的地面站。是苫小牧駛來最後一個可會車的車站，設有留置線。站房雖然不大，但是歷史悠久。

## 車站周邊
- 國道235號
- 靜內警察署本桐派出所
- 本桐郵局（與日本郵便苫小牧支店本桐集配中心併設）
- 三石農業協同組合（JA三石）
- 本桐牧場（純種馬生産牧場）
- 三石海濱公園
- 新日高町Family Park
- 三石昆布溫泉 藏三

## 歷史
- 1935年（昭和10年）10月24日 - 設立。
- 1977年（昭和52年）2月1日 - 廢止貨物和行李處理的業務。
- 1986年（昭和61年）11月 - 導入特殊自動閉鎖，車站無人化。
- 1987年（昭和62年）4月1日 - 國鐵分割民營化後成為北海道旅客鐵道（JR北海道）轄下的車站。
- 2015年（平成27年）1月8日：厚賀站 - 大狩部站之間路段因大浪受損而暫停行駛列車，由公車代替行駛[2]。
- 2021年（令和3年）4月1日 - 廢站[3]。

## 相鄰車站

### 廢除路線
北海道旅客鐵道（JR北海道）
日高本線
蓬榮－本桐－荻伏

## 相關項目
- 日高本線
- 日本鐵路車站列表

## 外部連結
- （日語）全驛參觀之旅 （页面存档备份，存于）